# FC Tighina
El FC Tighina es un club de fútbol moldavo de la ciudad de Bender, en la República de Transnistria. Fue fundado en 1950 y es uno de los clubes más antiguos aún en activo del fútbol moldavo. El equipo disputa sus partidos como local en el Estadio Dinamo y juega en la Divizia A.

## Historia
Durante la historia del club y desde su fundación, el equipo ha tenido los siguientes nombres:
- Hasta 1958 : Burevestnik Bender
- 1959 : Lokomotiv Bender
- 1960—1973 : Nistrul Bender
- 1974—1988 : Pishevik Bender
- 1989 : Tighina-RSHVSM
- 1990 : Tighina
- 1991 : Tighina-Apoel
- 1992—1996 : Tighina
- 1996—1999 : Dinamo Bender
- 1999—2000 : Dinamo-Stimold Tigina
- Desde 2001 : Dinamo Bender
- Desde 2011 : FC Tighina

## Palmarés
- Divizia A

Campeón (1): 2004–05
- Divizia B

Campeón (2): 2000–01, 2018